# George Crabbe
George Crabbe (* 24. Dezember 1754 in Aldeburgh; † 3. Februar 1832 in Trowbridge) war ein britischer Dichter, bekannt für Gedichte über das Leben einfacher Leute auf dem Land.

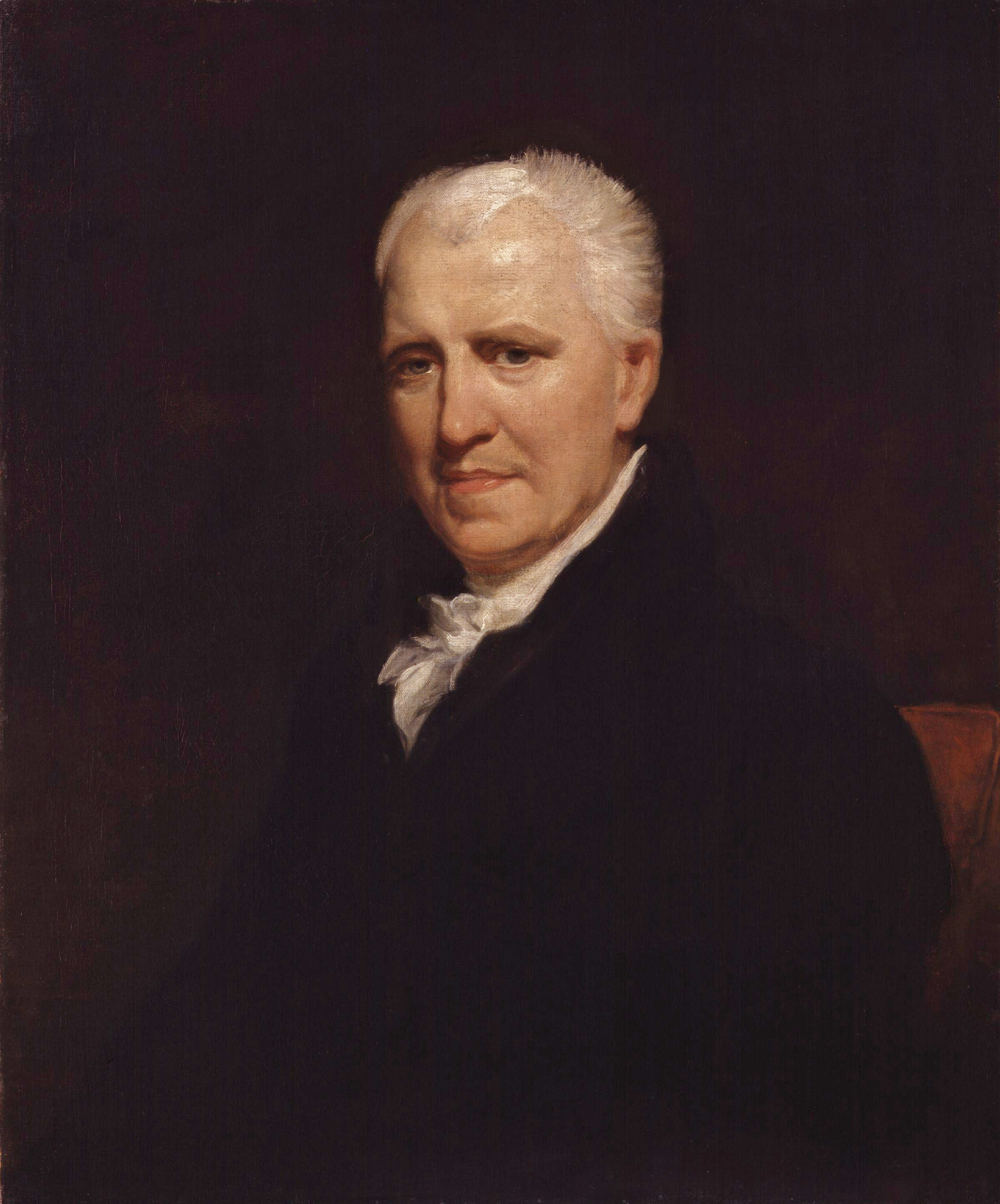
George Crabbe, Gemälde von Henry William Pickersgill, um 1818/19, National Portrait Gallery

## Leben
George Crabbe wurde in Armut in Aldeburgh, einem kleinen Küstenort in Suffolk geboren. Sein Vater war Lehrer und später Steuereinnehmer für Salz und George Crabbe ging in Bungay und Stowmarket (Suffolk) zur Schule. Er lernte Latein und las Shakespeare, Alexander Pope, Abraham Cowley, Walter Raleigh und Edmund Spenser. 1768/1770 ging er bei einem Apotheker-Chirurgen (apothecary-surgeon) in die Lehre in Bury St. Edmunds und später, da ihn sein erster Lehrherr hauptsächlich als Laufburschen und in der Landwirtschaft einsetzte, in Woodbridge (Suffolk). Er traf dort seine spätere Frau Sarah Elmy (Mira) und begann mit Gedichten, für die er 1772 einen Preis erhielt. Sein 1775 veröffentlichtes Inebriety fand aber noch kaum Aufmerksamkeit. Er praktizierte als Arzt in Aldeburgh und ging 1777 ein Jahr mit der Absicht der chirurgischen Fortbildung in einem Hospital nach London, kam aber in finanzielle Schwierigkeiten, kehrte nach Aldeburgh zurück, aber konnte dort kaum von seinem Verdienst als Assistent eines Chirurgen leben und ging wieder nach London.
Die Wende kam, nachdem er die Ausübung der Medizin aufgegeben hatte, im Jahr 1781, als er Gedichte (Teile von The Village und The Library) an Edmund Burke schickte, der diese positiv aufnahm und ihn von da an förderte. Er zog zu Burke und erhielt Zugang zu dessen Freundes- und Bekanntenkreis, zu dem Joshua Reynolds, Samuel Johnson und Charles James Fox gehörten. Burke fand auch, dass er sich besser als Geistlicher eigne denn als Chirurg. Auf seine Empfehlung und dank guter Lateinkenntnisse wurde er 1781 als Diakon ordiniert und 1782 Priester. Er wurde Kaplan des Herzogs von Rutland (Charles Manners) in Leicestershire (Belvoir Castle). Im Jahr 1783 setzte der Erfolg mit der Veröffentlichung seines sozialrealistischen Gedichts The Village ein. Durch die Vermittlung hoher Geistlicher erhielt er einen Abschluss am Trinity College in Cambridge (ohne dort anwesend sein zu müssen) und einen weiteren als Bachelor of Laws von John Moore, dem Erzbischof von Canterbury. 1783 heiratete er und erhielt in der Folge eine Reihe von Pfarrersstellen auf dem Land, oft durch Vermittlung der Herzogsfamilie von Rutland. In den 1790er Jahren starben fünf von sieben Kindern des Ehepaars Crabbe, was George Crabbes Frau in eine tiefe Depression stürzte. Sie starb 1813. 1814 wurde er Rektor in Trowbridge.
Er schloss Freundschaft mit Walter Scott und William Wordsworth und anderen Lake Poets. Seine Gedichte zeichneten in unsentimentaler, realistischer Weise ein Bild englischen Landlebens und waren meist in Form des heroic couplet wie sie schon Pope und Geoffrey Chaucer benutzten. Er war der bevorzugte Dichter von Jane Austen und wurde von Lord Byron bewundert (Nature´s sternest painter but the best, Der strengste Maler der Natur, aber der Beste).
Die Oper Peter Grimes (1945) von Benjamin Britten basiert unter anderem auf The Borough.

## Werke
- Inebriety, 1775
- The Candidate, 1780
- The Library, 1781
- The Village, 1783
- The Newspaper, 1785
- The Parish Register, 1807
- Poems, 1807
- The Borough, 1810
- Tales in Verse, 1812
- Tales of the Hall, 2 Bände, 1819
- Posthumous Tales, 1834
- A. W. Ward (Herausgeber): Poems, 3 Bände, 1905–1907